# Karl Otto Hügin
Karl Otto Hügin (* 18. Juli 1887 in Trimbach, Kanton Solothurn; † 1. Mai 1963 in Bassersdorf, Kanton Zürich) war ein Schweizer Künstler, Kunstpädagoge und Redakteur. Sein Werk umfasst Malerei, Zeichnungen, Radierungen, Grafiken, Illustrationen, Freskos und Mosaike.

## Leben und Werk
Karl Otto Hügin absolvierte in Basel von 1901 bis 1903 eine Lehre zum Eisenbetonzeichner und nahm daneben an der Allgemeine Gewerbeschule Basel bei Fritz Schider Zeichenunterricht.

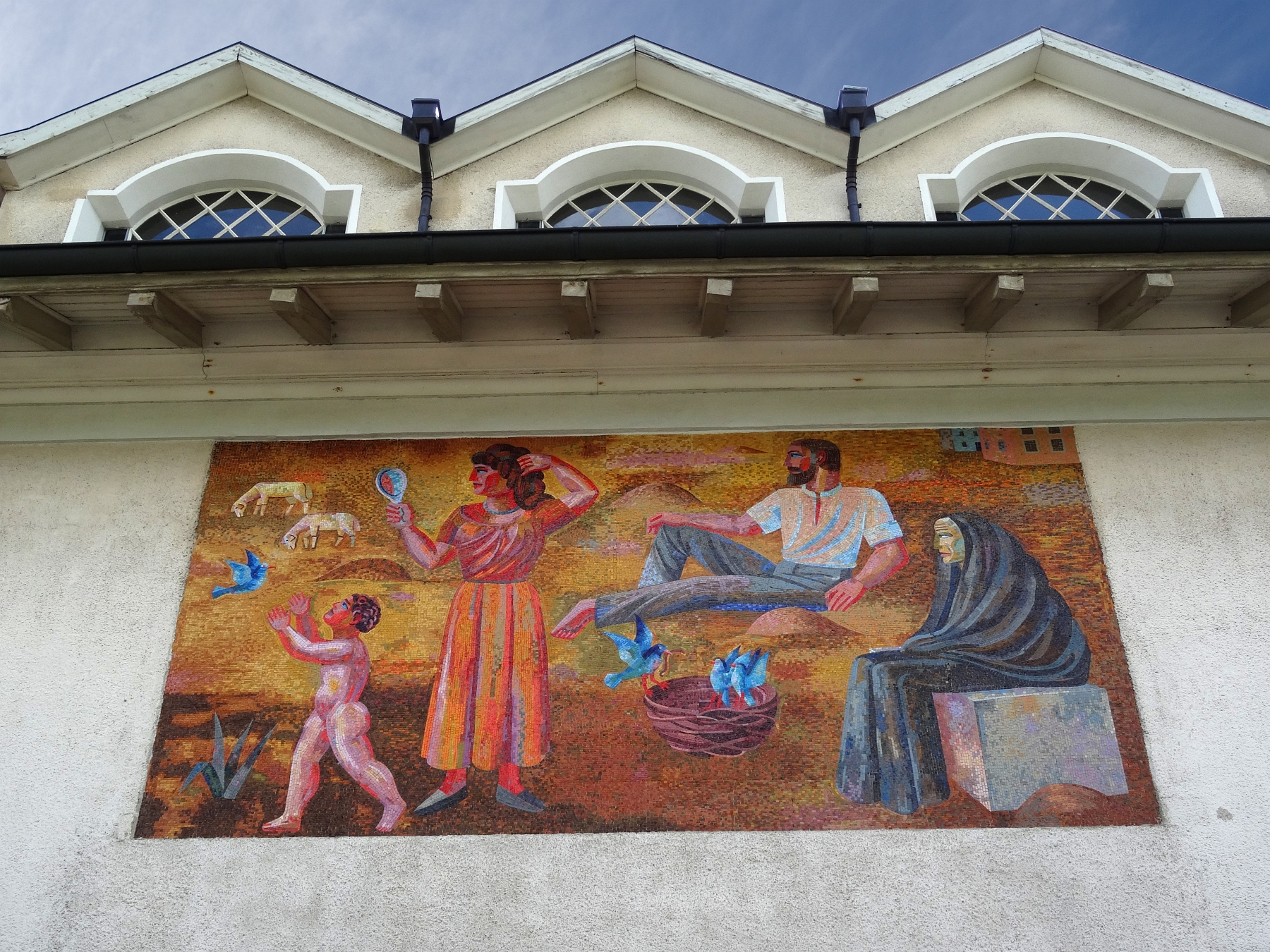
1928, Mosaikwandbild (2.00 X 4.40m). Friedhof Rosenberg in Winterthur.

Von 1904 bis 1906 hielt sich Hügin in Stuttgart auf und arbeitete auf seinem Beruf. In seiner Freizeit belegte er Kurse bei Leopold von Kalckreuth und Carlos Grethe an der Kunstakademie und arbeitete in den Königlichen Lehr- und Versuchswerkstätten, wo er bei Alexander Eckener Radierungen schuf.
Hügin liess sich 1906 in Zürich nieder und arbeitete als Entwerfer für Inneneinrichtungs-Firmen. Zudem schuf er Karikaturen für Zeitschriften. 1911 heiratete er Barbara, geborene Schärer. Zusammen hatten sie zwei Töchter. 1939 übersiedelte die Familie nach Bassersdorf. Die Gemeinde verlieh Hügin 1962 das Ehrenbürgerrecht.
Hügin schuf 1911 zusammen mit Paul Bodmer und Hermann Huber Wandmalereien im Restaurant «Grüner Heinrich», die später zerstört wurden. 1916 besuchte Hügin Otto Meyer-Amden und begann Tafelbilder zu malen. Ab 1920 war Hügin als freischaffender Künstler tätig.
Hügin war 1922 Mitbegründer der Künstlervereinigung «Graphisches Kabinett». 1924/1925 unternahm er mit seinen Freunden Fritz Eduard Pauli und Konrad Schmid (1899–1979) eine Studienreise nach Tunesien und Algerien. Von 1928 bis 1939 unterrichtete Hügin zuerst als Hilfslehrer und eine Zeitlang als Otto Meyer-Amdens Stellvertreter an der Kunstgewerbeschule Zürich. Zudem war er von 1941 bis 1944 Redaktor der Schweizer Kunst. Hügin schuf zwischen 1927 und 1963 über dreissig Wandbilder. Zusammen mit Carl Roesch gilt er als Erneuerer der Mosaikkunst aus ihren handwerklichen Grundlagen.
Hügin erhielt 1923, 1924 und 1925 ein Eidgenössische Kunststipendium. Er nahm 1926 und 1932 an der Biennale in Venedig teil.
1927 erhielt er für seinen Mosaik-Entwurf (2,00 × 4,40 m) an der Kapelle im Friedhof Rosenberg in Winterthur den 1. Preis. Hügin war Mitglied und Zentralpräsident der Gesellschaft Schweizerischer Maler und Bildhauer (GSAMBA); 1944 wurde er zum Ehrenmitglied ernannt.